# Вишняковка (Полтавская область)
Вишняковка (укр. Вишняківка) — село, Борковский сельский совет,Великобагачанский район, Полтавская область, Украина.

## Географическое положение
Село Вишняковка находится на расстоянии в 1 км от села Борки.

## История
- 1729 — дата основания как село Чугуи.

Являлось селением Хорольского уезда Полтавской губернии Российской империи.
Население по переписи 2001 года составляло 55 человек.